# П-14
П-14Ф «Лена» (індекс ГРАУ — 5Н84, за класифікацією міністерства оборони США і НАТО: Tall king — «Високе стебло») — радянська мобільна двокоординатна радіолокаційна станція метрового діапазону хвиль. Виявлення об'єктів здійснюється на граничній дальності до 600 км при роботі в 4 режимі, 400 км в 3 режимі, 200 км в 2 режимі та 100 км в першому режимі.
РЛС призначена для контролю простору, визначення координат (азимут, дальність), швидкості та траєкторії польоту повітряних цілей на великих відстанях і висотах з високою роздільною здатністю в умовах інтенсивної радіопротидії при роботі в складі АСУ ППО, сил швидкого реагування і системи УВС.

## Історія
Розробка РЛС дальнього виявлення П-14 розпочалася 1955 року постановою ЦК КПРС. Р-14 — перша потужна РЛС, розроблена Радянським Союзом, вона була прийнята на озброєння в 1959 після успішного завершення програми випробувань радарів. Р-14 розроблявся під керівництвом В.І. Овсяннікова в конструкторському бюро державного заводу №197, нині це Нижньогородський науково-дослідний інститут радіотехніки (ННДІРТ). Група розробників за розробку П-14 була нагороджена Ленінською премією Радянського Союзу у 1960 році. П-14 використовувався тривалий час і експортувався в багато країн. У 1982 році на зміну П-14 прийшла РЛС 55Ж6 "Небо", але П-14 все ще перебуває в експлуатації. Існують варіанти модернізації, включаючи заміну застарілих компонентів сучасними системами, цифрову обробку сигналів та відображення на базі ПК. 
Окрім мобільної станції були розроблені й стаціонарні варіанти — 1РЛ113 та 44Ж6, які розміщувались в окремих будівлях. 

## Склад
До складу РЛС входять:
- напівпричіп А і П-1 (основна антена);
- напівпричіп А і П-2 (допоміжна антена);
- напівпричіп АП-1 (приймальна апаратура, апаратура захисту від завад);
- напівпричіп АП-2 (передавальний пристрій);
- напівпричіп АП-3 (виносні ІКО, апаратура спряження);
- дизельна електростанція 5Е96;
- кабіна РПК 5Е88;
- причіп 73Е61.

Крім того, до складу висотоміра входить наземний запит радіолокації НРЗ-4П (1Л22), виконаний в автомобільному варіанті.

## Оператори
- Болгарія
- КНР
- Єгипет[3] — Модернізовано підприємством Aerotechnica MLT [4]
- Угорщина (П-14 "Оборона")
- Ірак
- Румунія
- Сербія — Мала два радари, один було знищено в 1999, другий закінчив службу в 2012.[5]
- СРСР — Перейшли до наступників.
  -  Росія — Останній П-14 знято з озброєння 2003.[6]
  -  Україна
- В'єтнам — досі на службі.